# 報・動・力
『報・動・力』（ほう・どう・りょく）は、2013年4月28日から2021年1月30日まで瀬戸内海放送（KSB）で放送された討論・報道番組。

## 概要
- 「人と人をつなぐ・声を掘り起こす・地域を動かす力に」をコンセプトに香川・岡山の様々な問題を討論する。
- KSB自社制作の深夜の討論・報道番組は『KSBザ・ビッグバン』（1997年10月 - 2000年2月）以来である。
- 第3回の放送は高松市の常盤商店街にあるいろは市場（旧ダイエー高松店→旧高松OPA）から生放送を実施。
- 第3日曜日（土曜日深夜）ではない時のこの時間帯はくりぃむナンチャラを放送しており、この番組がある週はこの番組の後にくりぃむナンチャラを放送するので、くりぃむナンチャラ以降のすべての番組が30分間ずれて放送されている。
- 2016年7月10日放送分より、放送時間を55分に拡大。それに伴い、『くりぃむナンチャラ』と『タモリ倶楽部』は、本番組を放送する週に限り休止していた。
- 2017年より、土曜の朝に時間帯を変更。

## 出演者
- 多賀公人（ナレーション兼任）
- 水道橋博士（初回放送 - 2016年3月放送分）

## 放送リスト
| 放送回数 | 放送日時       | 内容・特集                                                         | ゲスト                                                                         |
| -------- | -------------- | ------------------------------------------------------------------ | ------------------------------------------------------------------------------ |
| 1        | 2013年4月28日  | 未来を選べ!〜若者はなぜ投票にいかないか〜                          | 水道橋博士 早川茉希（KSBアナウンサー）                                         |
| 2        | 2013年5月19日  | 扉を開け!〜地方空港の未来〜                                        |                                                                                |
| 3        | 2013年6月23日  | テレビなんていらない!?ソーシャルメディアは地域社会を変えるか       | 水道橋博士                                                                     |
| 4        | 2013年7月22日  | インターネット選挙解禁!投票率は上がったか?                         | やくみつる、早川茉希                                                           |
| 5        | 2013年8月18日  | 若者への｢戦争体験」の伝承                                          | 水道橋博士                                                                     |
| 6        | 2013年9月22日  | スポーツで地域を熱くする!                                          | 水道橋博士、田尾和俊、北村実穂                                                 |
| 7        | 2013年10月20日 | 島で本音トーク!瀬戸芸で再生なるか?                                 | 水道橋博士                                                                     |
| 8        | 2013年11月17日 | くまモンになりたい!?岡山・香川のゆるキャラが目指すものとは         | 水道橋博士                                                                     |
| 9        | 2013年12月22日 | わが町から東京五輪でメダリストを!                                  | 水道橋博士                                                                     |
| 10       | 2014年1月19日  | いよいよ就職活動が本格化!                                          | 水道橋博士                                                                     |
| 11       | 2014年2月16日  | 英語教育                                                           | 水道橋博士                                                                     |
| 12       | 2014年3月17日  | 巨大モール進出をチャンスに!〜岡山の街を元気にするには〜            | 水道橋博士                                                                     |
| 13       | 2014年4月20日  | なるほど！瀬戸内海国立公園80周年を考える                           | 水道橋博士                                                                     |
| 14       | 2014年5月18日  | 若者の就農 希望と不安                                              | 水道橋博士                                                                     |
| 15       | 2014年6月22日  | 危ない!学生の食生活                                                | 水道橋博士                                                                     |
| 16       | 2014年7月27日  | 大学生のアルバイト事情!未来のキャリアにいかせ                      | 水道橋博士                                                                     |
| 17       | 2014年8月17日  | 真夏の夜に徹底生討論!岡山･香川をもっともっとアツくしたい!          | 水道橋博士                                                                     |
| 18       | 2014年9月21日  | 未来は女性の手に                                                   | 水道橋博士                                                                     |
| 19       | 2014年10月19日 | 選挙に出る若者を増やすには?                                        | 水道橋博士                                                                     |
| 20       | 2014年11月16日 | 岡山県は魅力度38位!?どうPRすりゃええんじゃ?                        | 水道橋博士                                                                     |
| 21       | 2014年12月21日 | 四国に新幹線は必要か?                                              | 水道橋博士                                                                     |
| 22       | 2015年1月18日  | 1.17を忘れない 命を守るために                                      | 水道橋博士                                                                     |
| 23       | 2015年2月22日  | 巨大モール開業をチャンスに!〜街は一つになれるのか〜                | 水道橋博士                                                                     |
| 24       | 2015年3月22日  | 外国人に聞く!岡山・香川に外国人観光客を増やすには?                 | 水道橋博士                                                                     |
| 25       | 2015年4月19日  | シリーズ瀬戸の島（1） 志々島 19人の島で聞く 不便って何?            | 水道橋博士                                                                     |
| 26       | 2015年5月17日  | お城は地域の観光資源 もっとお城を知ろう!                           | 水道橋博士                                                                     |
| 27       | 2015年6月21日  | 18歳選挙権で投票率は上がるのか?                                    | 水道橋博士                                                                     |
| 28       | 2015年7月26日  | 健康寿命って何?最後までピンピンしたい!                             | 水道橋博士                                                                     |
| 29       | 2015年8月16日  | ときめく人に出会うには!?                                           | 水道橋博士                                                                     |
| 30       | 2015年9月20日  | シリーズ瀬戸の島②離島の魅力を探る!                                 | 水道橋博士                                                                     |
| 31       | 2015年10月18日 | あっ!と驚く 気象情報最前線                                         | 水道橋博士                                                                     |
| 32       | 2015年11月22日 |                                                                    | 水道橋博士                                                                     |
| 33       | 2015年12月20日 | 就職戦線 異状あり 実りある就職活動にするためには?                  | 水道橋博士                                                                     |
| 34       | 2016年1月17日  | 高松城を“観光客を呼べるお城”にするには?                            | 水道橋博士                                                                     |
| 35       | 2016年2月21日  | マチ変わった?巨大モール開業1年 成果を検証!                         | 水道橋博士                                                                     |
| 36       | 2016年3月20日  | シリーズ瀬戸の島（3）男木島 移住者が増えた!島暮らしを選んだ理由は? | 水道橋博士                                                                     |
| 37       | 2016年4月17日  | シリーズ就農者を増やすには（2） “農業女子”が農業の未来を変える!    | 多賀公人 荒川千登勢 おかやま農業女子                                           |
| 38       | 2016年5月22日  | その時のために 南海トラフ地震を知る                                |                                                                                |
| 39       | 2016年6月19日  | 18歳選挙権 若者は投票に行く?                                       |                                                                                |
| 40       | 2016年7月10日  | 甲子園優勝校を岡山・香川から出すには?                              | 西村志野（KSB） かみじょうたけし 原邦彦 西田真二（香川オリーブガイナーズ）ほか |